# Lo Monestièr de Perçac
Lo Monestièr de Perçac és un municipi francès situat al departament de la Isèra i a la regió d'Alvèrnia-Roine-Alps. L'any 2007 tenia 216 habitants.

## Demografia

### Població
El 2007 la població de fet de Le Monestier-du-Percy era de 216 persones. Hi havia 94 famílies de les quals 35 eren unipersonals (16 homes vivint sols i 19 dones vivint soles), 31 parelles sense fills, 16 parelles amb fills i 12 famílies monoparentals amb fills.
La població ha evolucionat segons el següent gràfic:
Habitants censats

### Habitatges
El 2007 hi havia 169 habitatges, 100 eren l'habitatge principal de la família, 58 eren segones residències i 11 estaven desocupats. 153 eren cases i 15 eren apartaments. Dels 100 habitatges principals, 82 estaven ocupats pels seus propietaris, 15 estaven llogats i ocupats pels llogaters i 4 estaven cedits a títol gratuït; 2 tenien una cambra, 6 en tenien dues, 7 en tenien tres, 35 en tenien quatre i 51 en tenien cinc o més. 82 habitatges disposaven pel capbaix d'una plaça de pàrquing. A 44 habitatges hi havia un automòbil i a 40 n'hi havia dos o més.

### Piràmide de població
La piràmide de població per edats i sexe el 2009 era:
| Homes | Edats   | Dones |
| ----- | ------- | ----- |
| 0     | 95 o +  | 0     |
| 0     | 90 a 94 | 0     |
| 4     | 85 a 89 | 4     |
| 0     | 80 a 84 | 4     |
| 12    | 75 a 79 | 24    |
| 4     | 70 a 74 | 4     |
| 4     | 65 a 69 | 0     |
| 0     | 60 a 64 | 4     |
| 4     | 55 a 59 | 0     |
| 8     | 50 a 54 | 8     |
| 8     | 45 a 49 | 8     |
| 8     | 40 a 44 | 4     |
| 4     | 35 a 39 | 0     |
| 8     | 30 a 34 | 8     |
| 4     | 25 a 29 | 0     |
| 4     | 20 a 24 | 8     |
| 4     | 15 a 19 | 0     |
| 8     | 10 a 14 | 4     |
| 4     | 5 a 9   | 0     |
| 4     | 0 a 4   | 4     |

## Economia
El 2007 la població en edat de treballar era de 105 persones, 64 eren actives i 41 eren inactives. De les 64 persones actives 57 estaven ocupades (29 homes i 28 dones) i 7 estaven aturades (4 homes i 3 dones). De les 41 persones inactives 20 estaven jubilades, 9 estaven estudiant i 12 estaven classificades com a «altres inactius».

### Ingressos
El 2009 a Le Monestier-du-Percy hi havia 106 unitats fiscals que integraven 210 persones, la mediana anual d'ingressos fiscals per persona era de 13.364 €.

### Activitats econòmiques
Dels 10 establiments que hi havia el 2007, 1 era d'una empresa de fabricació de material elèctric, 2 d'empreses de fabricació d'altres productes industrials, 2 d'empreses de construcció, 1 d'una empresa de comerç i reparació d'automòbils, 2 d'empreses d'hostatgeria i restauració, 1 d'una entitat de l'administració pública i 1 d'una empresa classificada com a «altres activitats de serveis».
Dels 4 establiments de servei als particulars que hi havia el 2009, 2 eren paletes i 2 restaurants.
L'únic establiment comercial que hi havia el 2009 era una botiga de menys de 120 m².
L'any 2000 a Le Monestier-du-Percy hi havia 13 explotacions agrícoles que ocupaven un total de 399 hectàrees.

## Equipaments sanitaris i escolars
El 2009 hi havia una escola elemental integrada dins d'un grup escolar amb les comunes properes formant una escola dispersa.

## Poblacions més properes
El següent diagrama mostra les poblacions més properes.